# Juan Herrera
Pour les articles homonymes, voir Herrera.
Juan Herrera est un ancien joueur de tennis espagnol.
En 1970, il remporte le tournoi junior des Internationaux de France en simple garçons contre le Français Jacques Thamin (4-6, 6-2, 6-4).
Il n'a par la suite remporté que 3 matchs sur le circuit ATP. Les deux premiers à Madrid en 1973 face à l'Américain Jeff Edwards et au Français Jean-Louis Haillet et le troisième à Barcelone en 1974 face à l'Allemand Harald Elschenbroich.